# Come On Eileen
《Come On Eileen》는 잉글랜드의 그룹 덱시스 미드나이트 러너스(덱시스 미드나이트 러너스와 에메랄드 익스프레스가 작곡)의 곡으로, 그들의 앨범인 《Too-Rye-Ay》의 싱글로서 1982년 6월 25일 영국에서 발매되었다. 영국 음반 차트 1위에 올랐으며, 1980년의 《Geno》 이후 세 번째 1위 달성곡이다. 케빈 롤런드, 짐 패터슨, 빌리 애덤스가 작곡했고, 클라이브 랭거, 앨런 윈스탠리가 프로듀서를 맡았다.
《Come On Eileen》은 1983년 브릿 어워드에서 최우수 영국 싱글상을 수상했고 2015년에 ITV에서 투표를 개최한 영국인들이 뽑은 1980년대 최우수 1위 곡 순위에서 6위를 기록했다. VH1의 80년대 최우수 곡 100곡 중에서는 18위에 올랐다.